# 日野開三郎
日野 開三郎（ひの かいざぶろう、1908年5月11日 - 1989年9月29日）は、昭和期の東洋史学者。文学博士（学位論文『小高句麗国の研究』、1958年）。

## 経歴
1909年、愛媛県伊予郡（現在の伊予市）で生まれた。愛媛県立松山中学校、官立松山高等学校を経て、1928年に東京帝国大学文学部東洋史学科に入学。池内宏・和田清・加藤繁らのもとで学んだ。1931年に卒業。
その後は府立第九中学教諭を経て、1935年に九州帝国大学法文学部で勤務。昭和10年代より社会経済史的方法を東洋史分野に導入して、中世中国の社会史・経済史の研究で知られるようになった。
戦後
1946年に九州帝国大学（1947年九州大学に改称）教授に昇格。1972年まで務めた。1958年、学位論文『小高句麗国の研究』を九州大学に提出して文学博士号を取得。1972年に九州大学退官後は久留米大学商学部教授を1984年まで務めた。日本学術会議会員を務めた。

## 受賞・栄典
- 1968年：日本学士院賞を受賞。
- 1979年：勲二等瑞宝章を受章。

## 研究内容・業績
戦後東洋史学の先駆的な存在として日本歴史学会などでも活躍した。研究分野は中世中国における政治・経済・社会史研究のみならず、靺鞨・渤海・女真などの民族史研究など東アジア史について幅広かった。特に両税法・藩鎮・邸店・飛銭・漕運など、唐宋の基礎的分野の研究に優れた才能を発揮して「日野史学」と称された。なお、均田法の実施については否定的な立場に立っていた。代表的な著作に『中世支那の軍閥－唐代藩鎮の研究』（1942年）や『唐代邸店の研究』（1968年、日本学士院賞受賞）などがある。
その著作は、『日野開三郎 東洋史学論集』(全20巻)にまとめられている。1980年から編纂が進められたが、完結を待たずに死去した(1996年完結)。

## 著作
著書
- 『支那中世の軍閥』(東洋文化叢刊) 三省堂 1942

全集
『日野開三郎 東洋史学論集』(全20巻) 三一書房）
1. 1巻『唐代藩鎮の支配体制』
2. 2巻『五代史の基調』
3. 3巻『唐代両税法の研究』前編
4. 4巻『唐代両税法の研究』本編
5. 5巻『唐・五代の貨幣と金融』
6. 6巻『宋代の貨幣と金融』上
7. 7巻『宋代の貨幣と金融』下
8. 8巻『小高句麗国の研究』
9. 9巻『北東アジア国際交流史の研究』上
10. 10巻『北東アジア国際交流史の研究』下
11. 11巻『戸口問題と糴買法』
12. 12巻『行政と財政』
13. 13巻『農村と都市』
14. 14巻『東北アジア民族史』上
15. 15巻『東北アジア民族史』中
16. 16巻『東北アジア民族史』下
17. 17巻『唐代邸店の研究』正
18. 18巻『唐代邸店の研究』続
19. 19巻『唐末混乱史考』
20. 20巻『東洋史学研究』